# Dion de Pruse
Ne doit pas être confondu avec Jean Chrysostome.
Pour les articles homonymes, voir Dion.
Dion de Pruse,  né à Pruse en Bithynie vers l'an 40 et mort vers 120, ou encore Dion Chrysostome (grec Δίων Χρυσόστομος), c'est-à-dire Dion Bouche d'or, ainsi surnommé à cause de son éloquence, est un rhéteur grec que l'on classe dans  la seconde sophistique.

## Biographie
Dion naît à Pruse, en Bithynie, vers 40 apr. J.-C.  À ce moment, la Bithynie est une province romaine depuis une centaine d'années déjà. Il naît dans une riche famille, et reçoit une très bonne éducation (il suivit en particulier les enseignements du célèbre stoïcien Musonius Rufus, qui fut le maître d'Épictète et que l'on surnommait le « Socrate romain » ), ce qui lui ouvrit une carrière de rhéteur qui le rendra rapidement célèbre.
Il doit cependant bientôt quitter son pays, et il arrive à Rome où il se fait admirer pour sa clairvoyance politique. Il s'attirera la faveur de personnages haut placés, et même des empereurs  Vespasien et Titus. 
Mais en 82, sous le règne de Domitien, à la suite de son implication dans le procès d'un haut dignitaire, il est banni de l'Italie et de la Bithynie et entame un exil qui le mènera jusqu'au Danube et à la Mer Noire,, et peut-être même jusqu'en Ukraine, à l'embouchure du Borysthène. Dion se réfugia dans le pays des Gètes où il resta longtemps ignoré. Il profita de son exil pour faire œuvre d'historien en écrivant un ouvrage sur les Gètes.
À la nouvelle de la mort de Domitien, il est gracié, et retrouve les faveurs de Nerva, et encore plus de Trajan, à qui il dédiera ses quatre discours Sur la royauté. Après 102, il rentre à Pruse, et entreprend d'embellir la ville. Il y eut en effet une activité d'homme d'affaires. 
On raconte à ce propos que l'armée romaine stationnée sur les bords du Danube était sur le point de se révolter : Dion, qui se trouvait dans le camp, déguisé en mendiant, se fait aussitôt connaître, harangue les troupes et fait proclamer Nerva. Il prit le cognomen de Cocceianus en l'honneur de Nerva (v. Pline le Jeune, Lettres, X, 85, 86), dont le gentilice était Cocceius[réf. nécessaire].
Des sources tardives, d'époque byzantine, en font le grand-père — ou peut-être l'oncle — de Dion Cassius ; mais la chose est contestée par certains auteurs.

## Œuvres
On sait qu'il existait un ouvrage, désormais perdu, intitulé Annales des Gètes.
Il reste de lui 80 discours, parmi lesquels on remarque quatre Discours sur la royauté, qui sont un panégyrique détourné de Trajan.
Ses écrits ont été publiés par : 
- Frédéric Morel (1552-1630), grec-latin, Paris, 1604 ;
- Johann Jacob Reiske, Leipzig, 1784 ;
- Johann Friederich Ferdinand Emperius, Brunswick, 1844.

Louis-Georges Oudard Feudrix de Bréquigny a traduit trois de ses discours dans ses Vies des orateurs grecs, 1751-1752.

### Traductions
- Ilion n'a pas été prise. Discours "troyen" 11  (trad. D. Auger, Ch. Bréchet, M. Casevitz, S. Minon, E. Oudot, R. Webb), Paris, Les Belles Lettres, coll. « La Roue à livres », 2012, LXXVI + 124 (ISBN 978-2-251-33962-7)

- Dion de Pruse dit Dion Chrysostome, Œuvres : Discours XXXIII-XXXVI, édition et traduction Cécile Bost-Pouderon, Paris, Les Belles Lettres, Collection des Universités de France, 2011
- Dion de Pruse (trad. avec introduction, notices et commentaire par Marcel Cuvigny), Discours bithyniens (discours 38-51), Paris, Les Belles Lettres, 1994, 203 p. (ISBN 978-2-251-60520-3)
- Léonce Paquet (choix, traduction, introduction et notes), Les cyniques grecs. Fragments et témoignages, Paris, Le Livre de Poche, coll. « Classiques de poche », 1992, 352 p. (ISBN 978-2-253-05913-4), p. 202-262 (trad. des Discours IV, VI, VIII, IX et X)
- (de) Dion Chrysostomos (eingeleitet, übersetzt und erläutert von Winfried Elliger), Sämtliche Reden, Zürich, Artemis, coll. « Bibliothek der alten Welt », 1967, XLIV, 864

### Études
- François Jouan, « Les récits de voyage de Dion Chrysostome. Réalité et fiction », dans Marie-Françoise Baslez, Philippe Hoffmann et Laurent Pernot (dir.), L'invention de l'autobiographie d'Hésiode à Saint Augustin, Paris, Éd. Rue d'Ulm, 2018, 390 p. (ISBN 978-2-728-82780-0, lire en ligne), p. 219-230
- Anne Gangloff, « Le sophiste Dion de Pruse, le bon roi et l'empereur », Revue Historique, vol. 311, no 1 (649),‎ 2009, p. 3-38 (lire en ligne).
- Anne Gangloff, « Le voyage du sophiste Dion de Pruse », dans Yann Le Bohec (Dir.), Les voyageurs dans l’Antiquité. Actes du 130e Congrès national des sociétés historiques et scientifiques, « Voyages et voyageurs », La Rochelle, 2005, Paris, Éd. du CTHS, 2008, 95 p. (lire en ligne), p. 71-82

- (it) Aldo Brancacci, Rhetorike philosophousa. Dione Crisostomo nella cultura antica e bizantina, Roma, C.N.R., 1985 (Elenchos, XI).

- (it) Eugenio Amato, Xenophontis imitator fidelissimus. Studi su tradizione e fortuna erudite di Dione Crisostomo tra XVI e XIX secolo [« Un imitateur très fidèle de Xénophon. Études sur la tradition érudite et la fortune de Dion Crysostome entre les XVIe et XIXe siècles »], Alessandria, Edizioni dell'Orso, 2010, 252 p. (ISBN 978-8-862-74297-9)
- (it) Eugenio Amato, Traiani Praeceptor. Studi su biografia, cronologia e fortuna di Dione Crisostomo [« Le précepteur de Trajan. Études sur la biographie, la chronologie et la fortune de Dion Chrysostome »], Besançon, PUFC, 2014, 200 p. (lire en ligne)
- Laurence Brottier, Les "Propos sur la contrition" de Jean Chrysostome et le destin d'écrits de jeunesse méconnus, Paris, Cerf, coll. « Patrimoines / Christianisme », 2010, 452 p. (ISBN 978-2-204-08971-5, présentation en ligne)
- Louis François, « Dion Chrysostome critique d'art : Le Zeus de Phidias », Revue des Études Grecques, t. 30, no 136,‎ janvier-mars 1917, p. 105-116 (lire en ligne)